# پارادوکس ای‌پی‌آر
پارادوکس EPR (یا پارادوکس اینشتین-پودولسکی-روزن) آزمایشی فکری در مکانیک کوانتومی است که بنیادهای فلسفی مکانیک کوانتومی را به چالش می‌کشد. این آزمایش فکری را در سال ۱۹۳۵ آلبرت اینشتین، بوریس پودولسکی و ناتان روزن در مقاله‌ای نوشتند تا نشان دهند که مکانیک کوانتومی نظریهٔ فیزیکی کاملی نیست.
آزمایش EPR به دوگانگی زیر می‌انجامد:
1. نتیجهٔ آزمایشی که روی بخش (الف) از یک سیستم کوانتومی انجام می‌شود، روی واقعیت فیزیکیِ بخش (ب) آزمایش که در فاصلهٔ دوری قرار دارد تأثیر غیرموضعی[۱] می‌گذارد، به این معنی که مکانیک کوانتومی می‌تواند نتیجهٔ اندازه‌گیری را در بخش (ب) پیش‌بینی کند. یا…
2. مکانیک کوانتومی نظریهٔ کاملی نیست، به این معنی که بخشی از واقعیت فیزیکیِ بخش (ب) را نمی‌توان با مکانیک کوانتومی توصیف کرد (و متغیرهای دیگری برای توصیف آن نیاز است).

مقاله EPR چنان برای فیزیکدانان جذاب بود که موجب بحثی دامنه‌دار دربارهٔ اصول مکانیک کوانتومی شد، تأثیری که تا به حال کمتر دیده شده‌است. با این حال برخلاف جذابیت EPR، نقطه ضعف استدلال آن تا سال ۱۳۴۶ (۱۹۶۴ میلادی) آشکار نشد. در آن سال جان استوارت بل اثبات کرد که یکی از فرضیات کلیدی موجود در EPR، یعنی اصل جایگزیدگی، با نظریه کوانتوم در تضاد بوده‌است.

## شرح آزمایش
آزمایش EPR دربارهٔ اندازه‌گیری روی حالت‌های درهم‌تنیده است. چشمه‌ای داریم که یک جفت الکترون را می‌گسیلد. یکی از الکترون‌ها به مقصد A می‌رود که مشاهده‌گری به نام آزیتا آن‌جاست، و الکترون دوم به مقصد B می‌رود که مشاهده‌گری به نام امیرحسین  در آن نشسته‌است. بر اساس مکانیک کوانتومی، می‌توانیم کاری کنیم که الکترون‌های گسیل‌شده در حالت کوانتومی اسپین تک‌تایی باشند. حالت تک‌تایی برهم‌نهی کوانتومی دو حالت I و II است. در حالت I اسپین الکترون اول بالاست و اسپین دومی پایین است، و در حالت II اسپین الکترون اول پایین و اسپین دومی بالا است (بالا و پایین را در راستای محور فرضی z می‌سنجیم.) از همین رو، نمی‌توان حالتی را انگاشت که اسپین هردو الکترون در یک جهت باشد. چنین حالتی را حالت درهم‌تنیده می‌نامند.
حال آزیتا اسپین الکترون خود را در راستای z می‌سنجد. او یکی از نتیجه‌های ممکن را خواهد دید: {\displaystyle +\hbar /2} یا {\displaystyle -\hbar /2}. فرض کنیم که {\displaystyle +\hbar /2} را دیده‌است. براساس مکانیک کوانتومی، حالت کوانتومی این سیستم دوالکترونی به حالت I فروکاسته خواهد شد. (تفسیرهای گوناگون مکانیک کوانتومی این فرایند را با زبان‌های متفاوتی بازمی‌گویند، ولی نتیجهٔ پایانی یکسان است) حالت کوانتومی نتیجهٔ هر اندازه‌گیری روی سیستم را مشخص می‌کند. در مثال ما، اگر بابک اسپین الکترونش را بسنجد، به احتمال ۱۰۰٪ اسپین را {\displaystyle -\hbar /2} خواهد یافت. به همین ترتیب اگر آزیتا اسپین را {\displaystyle -\hbar /2} می‌دید، بابک {\displaystyle +\hbar /2} به دست می‌آورد.
اما الکترونِ بابک از کجا بداند که چه مقداری در راستای z داشته باشد؟ براساس تفسیر کپنهاکی، تابع موج باید درست پس از اندازه‌گیری فروبکاهد. بنابراین یا باید تأثیر از راه دور رخ دهد (نقض موضعیت) یا این که الکترون پیش از اندازه‌گیری بداند که چه اسپینی دارد (متغیرهای نهان).

## مبانی فلسفی آزمایش EPR
در سال ۱۹۳۵ اینشتین، پودولسکی و روزن در مقاله‌ای تحت عنوان «آیا توصیف مکانیک کوانتوم از واقعیت فیزیکی را می‌توان کامل دانست؟»، که بعدها به مقالهٔ EPR معروف شد، نتیجه گرفتند که این توصیف کامل نیست. با توجه به اینکه نمی‌توان به سادگی ادعا کرد که هیچ نظریهٔ علمی تصویر کاملی از همهٔ پدیدارها ارائه می‌دهد، این پرسش پیش می‌آید که پس تأکید بر این امر در مکانیک کوانتوم به چه معناست؟ در واقع «کامل» بودن در مقالهٔ EPR، به توصیفی که تابع موج از حالت سیستم می‌دهد، مربوط می‌شود.
ساختار منطقی مقاله با مقدمه‌های فیزیکی-معرفت شناختیِ (a1) و (a2) آغاز می‌شود:
(a1): شرط لازم برای کامل بودن یک نظریهٔ فیزیکی: «هر عنصری از واقعیت فیزیکی باید نمایش متناظری در نظریهٔ فیزیکی داشته باشد.»
(a2): شرط کافی برای واقعیت فیزیکی: «اگر بدون اختلال سیستم بتوانیم با قطعیت (احتمال برابر ۱) مقدار یک کمیت فیزیکی را اندازه بگیریم، آنگاه عنصری از واقعیت فیزیکی متناظر با این کمیت فیزیکی وجود دارد.» به اعتقاد EPR، «عناصر واقعیت فیزیکی را نباید با ملاحظات فلسفی پیشینی تعریف کرد، بلکه باید آن را با توسل به نتایج آزمایش و اندازه‌گیری مشخص کرد.»
نویسندگان مقاله متذکر شدند که شاید کسی معیار واقعیت را به این جهت که به قدر کافی مانع (restrictive) نیست مورد انتقاد قرار دهد؛ یعنی ممکن است گفته شود که کمیات فیزیکی را تنها زمانی می‌توان به عنوان عناصر هم‌زمان فیزیکی واقعی در نظر گرفت که به‌طور هم‌زمان اندازه‌گیری یا پیش‌بینی شوند. اما اگر شرط واقعیت فیزیکی اینقدر محدودکننده باشد، واقعیت P و Q مربوط به ذرهٔ دوم وابسته به فرایند اندازه‌گیری انجام گرفته روی سیستم اول، که سیستم دوم را مختل نمی‌کند، می‌شود و این تعریف از واقعیت فیزیکی، از نظر نویسندگان مقاله، تعریف معقولی به نظر نمی‌رسد.
البته نسخهٔ نهایی این مقاله توسط پودولسکی تنظیم شد و اینشتین قبل از چاپ مقاله آن را ندید، و از این بابت بعداً از ساختار مقاله و محورهای مورد تأکید مقاله اظهار ناخرسندی کردو خود روایت‌های دیگری از این برهان عرضه کرد.